# タキタキエロネ
タキタキ エロネ（Takitaki Elone、1985年4月7日 - ）は、ジャパンラグビーリーグワンNECグリーンロケッツ東葛に所属するラグビー選手。

## プロフィール
- トンガ出身[1]。
- ポジションはプロップ(PR)。かつてはロック(LO)、ナンバーエイト(No8)をやっていた。
- 身長 183 cm、体重 114 kg
- ニックネームはタキ。
- 旧名エロネ・タキタキ[2]。

## 経歴
トンガから正智深谷高校へと留学しラグビー部に所属、その後は埼玉工業大学へと進学した。
2008年4月2日、コカ・コーラへと入社し、コカ・コーラウエストレッドスパークスの一員となる。同年8月20日に行われたジャパンラグビートップリーグ第1節の九州電力キューデンヴォルテクス戦に先発出場で日本での公式戦初出場を果たす。
2012年よりクボタスピアーズ(現・クボタスピアーズ船橋・東京ベイ)に所属。
2016年、コカ・コーラに再加入。
2020年、NECグリーンロケッツ（現・NECグリーンロケッツ東葛）に加入。